# هامیهایاشی، نیگاتا
هامیهایاشی، نیگاتا (به لاتین: Kamihayashi) یک منطقهٔ مسکونی در ژاپن است که در Hokuriku region واقع شده‌است. هامیهایاشی ۹٬۸۱۰ نفر جمعیت دارد.